# 近藤勇
近藤勇（日语：／ Kondō Isami，1834年11月9日—1868年4月25日，即天保五年－慶應四年），日本幕府末期劍士，新撰組局長，天然理心流宗師。

## 生涯

### 試衛館時期
原為農民宮川久次郎之三男，幼名勝五郎。武藏國多摩郡上石原村出身（今東京都調布市）。
嘉永元年11月11日（1848年12月6日），勝五郎入門江戶試衛館修習劍術天然理心流。曾擊退盜賊的勝五郎實力得到近藤周助認可，嘉永2年10月19日（1849年12月8日）被周助的宗家島崎家收養為養子，改名島崎勝太。後正式成為近藤家養子，改名島崎 勇。安政五年（1858年）-文久元年（1861年）期間再改名為近藤 勇。萬延元年（1860年）與清水家家臣，松井八十五郎的女兒松井つね結婚。隔年8月於府中六所宮（今東京賽馬場附近），為繼承天然理心流第四代掌門人一事進行比試，最後通過比試成為天然理心流宗師。文久二年（1862年），近藤勇長女・たま(瓊子)誕生。
文久三年（1863年）、清河八郎向江戶幕府第14代将軍德川家茂提議組織守護京都治安的浪人組織「浪士組」，並開始募集。包括土方歲三、沖田總司等試衛館道場的8名成員和沖田林太郎等人決定一同加入浪士組上京。2月8日，浪士組開始出發前往京都。行經中山道，並於2月23日抵達京都，並在當地壬生郷士八木源之丞之宅第休息定居。

### 新撰組局長
然而浪士組的招集人清河八郎事實上是個勤王論者，佐幕上京維持治安只是一個藉口罷了。在清河八郎向朝廷提交的建白書內容，以及隨後在壬生村新德寺向浪士們宣稱成立「浪士組」的真正目的並非保衛京都安全，而是勤王的先鋒，再再說明了浪士組只不過是他用來增大自己勢力的棋子。
看透清河立場的近藤與水戶鄉士芹澤鴨等人強力反對清河，最後共24人留駐京都。京都守護職會津藩主松平容保向幕府遞交嘆願書說明狀況後，將剩餘浪士納入京都守護名下。改名為「壬生浪士組」，開始了守護京都治安，防止勤王派浪人肆意破壞、暗殺（天誅）、縱火之活動。此時近藤勇29歲。
然而壬生浪士組成立之初波折不斷，組內暗殺致死事件多傳。文久三年（1863年）3月25日，為壬生浪士組成員之一殿内義雄客死他鄉（另說為暗殺）。根岸友山一派成員粕谷新五郎脫離浪士組，阿比留榮三郎病死（一說為暗殺），家次郎切腹。最後壬生浪士組大致上以近藤勇的試衛館派（試衛館成員）與芹澤鴨的水戶天狗派（水戶天狗黨等人）的三局長並列模式 (近藤勇、芹澤鴨、新見錦) 共同管理壬生浪士組事務。
文久三年8月18日（1863年9月29日），薩摩藩與會津藩的公武合併派朝臣密謀放逐親長州藩的公卿中川宮朝彦親王（尹宮），對此感到憤慨的長州藩激進派浪人與防守堺町門的薩摩藩與前來支援的會津藩衛士發生武裝衝突，史稱八月十八日政變。在政變中，壬生浪士組守護御花園門有功，由朝廷下賜「新撰組」一名。文久三年(1863年)9月16日(一說18日)，芹澤鴨因在外胡作非為被試衛館派討伐，新見錦也因行止不端切腹，新撰組成為近藤勇主導的中央集權體制。
元治元年（1864年）6月，熊本藩宮部鼎藏同志之一古高俊太郎遭新撰組捕獲，受不了土方歲三嚴刑的古高俊太郎透露了長州藩企圖火燒中川宮邸，以及綁架天皇至長州藩之計畫。擔心宮部鼎藏得知後會提早行動的新撰組分頭搜索京都，並於旅館池田屋找到正在商議行動的宮部一派，近藤勇、沖田總司、永倉新八、藤堂平助首先衝進去廝殺，以十人殲滅池田屋裡面尊王攘夷派人士約三十人，後世稱為池田屋事件。得知消息後的幕府公開致贈感謝狀與賞金表揚新撰組功勞。禁門之變後，近藤勇為了募集團員歸鄉。隨後接納伊東甲子太郎入隊。慶應元年（1865年），侍奉永井尚志前往廣島。接著慶應三年，近藤勇正式成為旗本，並得到御目見得(可與將軍面見議事)的身分，近藤勇可以幕府代表的身分與各要人談判交涉。
慶應三年（1867年）3月20日，伊東甲子太郎以監視薩摩藩名義組織御陵衛士，與新撰組分離。藤堂平助、齋藤一（近藤的臥底）也加入其中。11月18日，在近藤勇的策劃下，伊東甲子太郎在回家途中於油小路遭到大石鍬次郎等人暗殺。之後更誘出剩下御陵衛士圍剿之。御陵衛士派的報復行動則是在同年12月18日，於伏見街道遭到御陵衛士殘黨槍擊負傷，因故無法指揮新撰組參加鳥羽伏見之戰而在大阪城療傷。

### 戊辰戦争

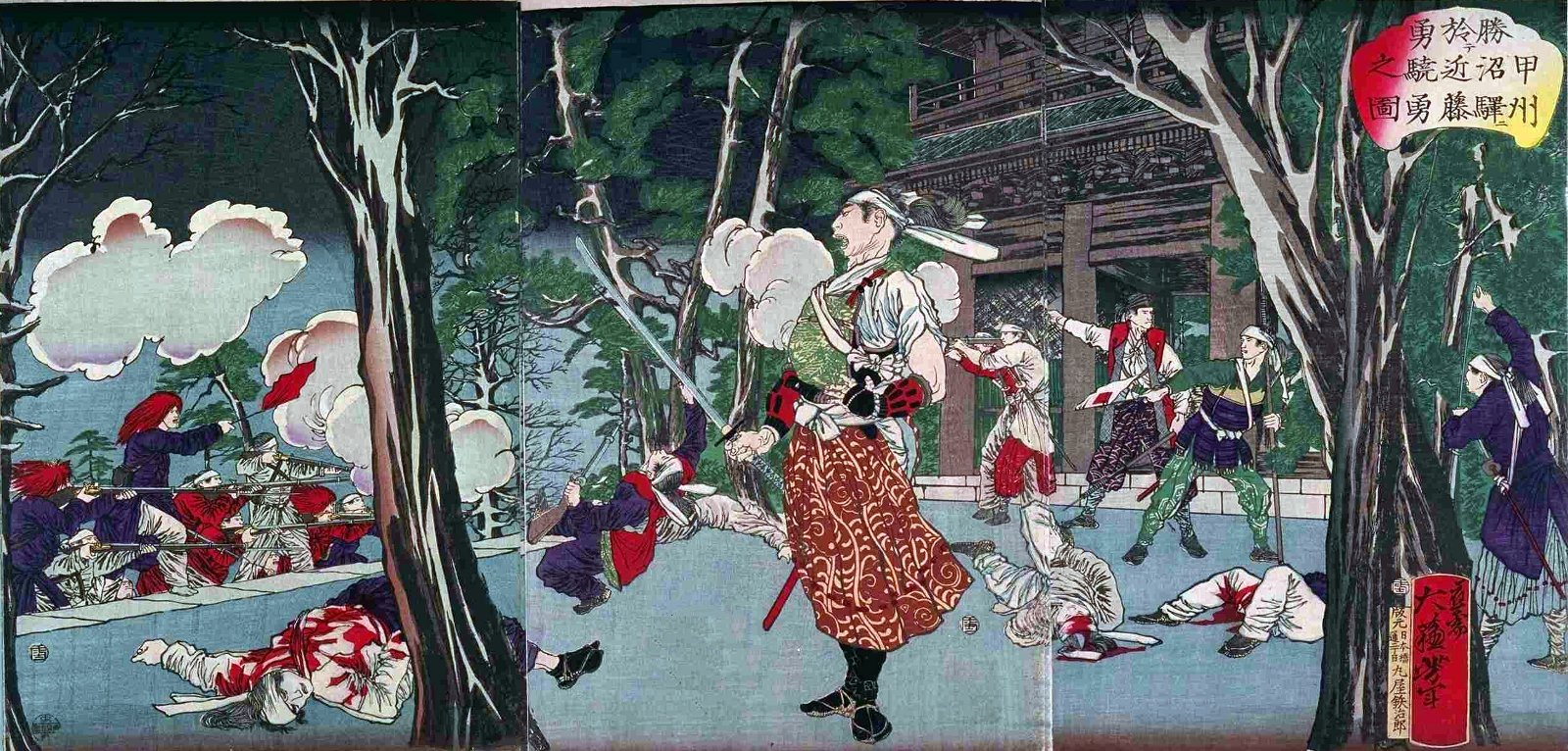
甲州勝沼之戰近藤驍勇之圖(町田市小島資料館收藏)

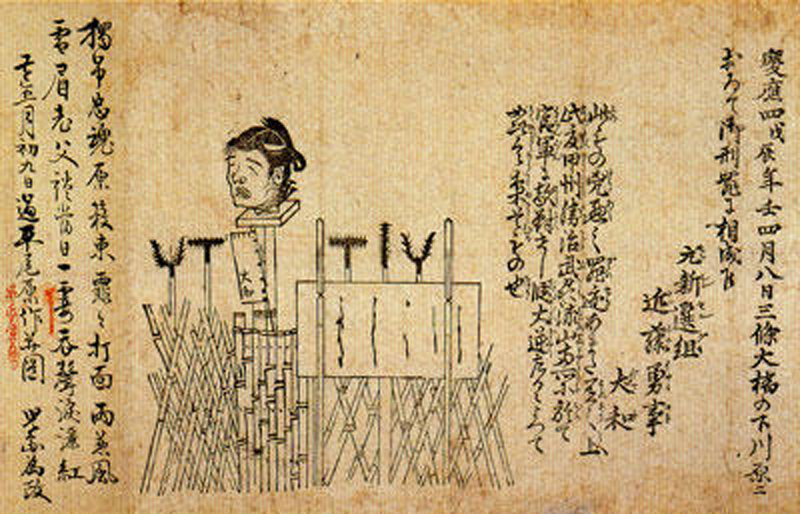
在1868年的報紙中，近藤首級被放置三條河原示眾

鳥羽伏見之戰戰敗後的新撰組搭乘幕府軍艦回到江戶。慶應四年（1868年），受幕府之命，改名為大久保 剛的近藤擔任甲陽鎮撫隊巡撫，向甲州出陣。但在甲州勝沼之戰敗給新政府軍。此時，因為意見紛歧的原因永倉新八、原田左之助離隊。之後再度改名為大久保 大和的近藤在五兵衛新田（今東京都足立區）招募舊政府（幕府）士兵繼續反抗。然4月卻在下總國流山地區（今千葉縣流山市）休息時，遭新政府包圍。近藤等人被帶往越谷（今埼玉縣越谷市）的政府軍總部。
以大久保大和之名投降的近藤勇被帶往板橋總督府（今東京都板橋區），然而其化名卻被原本御陵衛士之一的加納鷲雄識破。
4月25日，在平尾一里塚（今東京都北區瀧野川）斬首，享年35歲。次日送往京都，首級放於三条河原示眾。

## 墓所
近藤的遺體最後在東本願寺住持領回（另一說則為同志奪回之），下葬於愛知縣岡崎市的法蔵寺。另外東京都三鷹市的龍源寺附近JR板橋前亦有近藤墓碑紀念之。土方歲三將其一部份遺體埋葬於福島縣會津若松市天寧寺。近藤勇的堂兄弟近藤金太郎將首級帶走，埋葬於山形縣米澤市的高國寺內。每年流山市與会津若松市皆會舉行「近藤勇忌」的祭典，以紀念近藤勇的事蹟與生平。
由於近藤之女瓊子25歲即過世，瓊子獨子久太郎也陣亡於日俄戰爭，近藤勇的直系血脈因此斷絕。同族的宮川氏子孫則代代於家鄉務農維生，直至今日依然。另外，子孫之一的宮川清藏則成為天然理心流的第9代掌門人。

## 登場作品
歷史書
- 新選組始末記（角川書店、子母澤寬著）
- 近藤勇（新人物往来社、今川德三（日语：今川徳三）著）
- 幕末英傑-新選組（紅出版、倫世豪著）
- 近藤勇白書（角川書店、池波正太郎著）

小說
- 新選組血風錄（中央公論新社、司馬遼太郎著）
- 燃劍（文藝春秋、司馬遼太郎著）
- 壬生義士傳（文藝春秋、淺田次郎著）
- 新撰組 近藤勇（学陽書房、童門冬二（日语：童門冬二）著）
- 近藤勇（角川春樹事務所、秋山香乃（日语：秋山香乃）著）
- 夜汐（KADOKAWA、東山彰良著）
- 近藤勇暗殺指令（廣濟堂（日语：廣済堂出版）、岳真也（日语：岳真也）著）

影視劇
- 維新之曲（日语：維新の曲）（1942年、大映、演：阿部九州男）
- 新撰組（1952年、東映、演：月形龍之介）
- 近藤勇 池田屋騷動（1953年、新東宝、演：嵐寬壽郎（日语：嵐寛寿郎））
- 新選組鬼隊長（1954年、東映、演：片岡千惠藏（日语：片岡千恵蔵））
- 桂小五郎與近藤勇：龍虎決戰（1957年、新東宝、演：大河内傳次郎）
- 新選組始末記（日语：新選組始末記#テレビドラマ（1961年））（1961年、TBS、演：中村竹弥）
- 新選組血風錄 近藤勇（1963年、東映、演：市川右太衛門）
- 新選組始末記（1963年、大映、演：城健三郎）
- 風雲兒半次郎（日语：風雲児半次郎）（1964年、MBS、演：戶上城太郎（日语：戸上城太郎））
- 新選組血風錄（日语：新選組血風録 (テレビドラマ)#1965年版）（1965年、NET、演：舟橋元）
- 燃劍（日语：燃えよ剣#映画）（1966年、松竹、演：和崎俊哉）
- 燃劍（日语：燃えよ剣#1966年版）（1966年、TX、演：小池朝雄）
- 三姊妹（日语：三姉妹）（1967年、NHK大河劇、演：瑳川哲朗）
- 第十一位志士（日语：十一番目の志士#テレビドラマ）（1968年、NET、演：中谷一郎）
- 龍馬來了（1968年、NHK大河劇、演：森幹太）
- 新選組（1969年、東宝、演：三船敏郎）
- 劍豪（日语：剣豪 (テレビドラマ)）（1970年、NET、演：仲谷昇）
- 新選組（1973年、CX、演：鶴田浩二）
- 沖田總司（1974年、東宝、演：米倉齊加年（日语：米倉斉加年））
- 勝海舟（日语：勝海舟 (NHK大河ドラマ)）（1974年、NHK大河劇、演：鄉鍈治（日语：郷鍈治））
- 花神（日语：花神 (NHK大河ドラマ)）（1977年、NHK大河劇、演：龍崎勝（日语：竜崎勝））
- 新選組始末記（日语：新選組始末記#テレビドラマ（1977年））（1977年、TBS、演：平幹二朗）
- 幕末未来人（日语：幕末未来人）（1977年、NHK、演：大木正司）
- 燃燒生命（日语：いのち燃ゆ）（1981年、NHK、演：柳原久仁夫）
- 鞍馬天狗（1981年、TBS、演：財津一郎）
- 宛如炎光（日语：炎のごとく）（1981年、東寶、演：佐藤允）
- 龍馬來了（日语：竜馬がゆく#1982年版）（1982年、TX、演：張本勳）
- 壬生戀歌（日语：壬生の恋歌）（1983年、NHK、演：高橋幸治）
- 燃花迸散：炎之劍士 沖田總司（1984年、NTV、演：若林豪）
- 服部半藏 影之軍團（日语：服部半蔵 影の軍団#影の軍団IV）（1985年、KTV、演：天知茂）
- 白虎隊（日语：白虎隊 (1986年のテレビドラマ)）（1986年、NTV、演：夏八木勳（日语：夏八木勲））
- 高爾夫黎明之前（日语：ゴルフ夜明け前）（1987年、東寶、演：桂三枝（日语：桂文枝 (6代目)））
- 新選組（1987年、ANB、演：松方弘樹）
- 野心之國（日语：野望の国）（1989年、NTV、演：西川紀夫（日语：西川のりお））
- 鞍馬天狗（日语：鞍馬天狗 (1990年のテレビドラマ)）（1990年、TX、演：高橋悦史）
- 燃劍（日语：燃えよ剣#1990年版）（1990年、TX、演：石立鐵男（日语：石立鉄男））
- 幕末純情傳（日语：幕末純情伝）（1991年、松竹、演：伊武雅刀）
- 新選組：池田屋血鬥（1992年、TBS、演：里見浩太朗）
- 幕末高校生（日语：幕末高校生#テレビドラマ）（1994年、CX、演：大杉漣）
- 太陽照常昇起（1996年、CX、演：芹澤名人）
- 拜託龍馬了！（日语：竜馬におまかせ!）（1996年、NTV、演：阿南健治）
- 新選組血風錄（日语：新選組血風録 (テレビドラマ)#1998年版）（1998年、ANB、演：渡哲也）
- 德川慶喜（1998年、NHK大河劇、演：勝野洋）
- 尾張幕末風雲錄（1998年、TX、演：高崎隆二）
- 御法度（1999年、松竹、演：崔洋一）
- 鞍馬天狗（2001年、CX、演：中村敦夫）
- 壬生義士傳 新選組最強的男人（日语：壬生義士伝#テレビドラマ）（2002年、TX、演：柄本明）
- 壬生義士傳（日语：壬生義士伝#映画）（2003年、松竹、演：塩見三省）
- 新選組！（2004年、NHK大河劇、演：香取慎吾）
- 龍馬來了（日语：竜馬がゆく#2004年版）（2004年、TX、演：谷口高史）
- 輪違屋糸里〜女子們的新選組〜（日语：輪違屋糸里#テレビドラマ）（2007年、TBS、演：的場浩司）
- 鞍馬天狗（日语：鞍馬天狗 (2008年のテレビドラマ)）（2008年、NHK、演：緒形直人）
- 龍馬傳（2010年、NHK大河劇、演：原田泰造）
- 仁者俠醫（2011年、TBS、演：宮澤和史（日语：宮沢和史））
- 新選組血風錄（日语：新選組血風録 (テレビドラマ)#2011年版）（2011年、NHK-BS、演：宅間孝行）
- 白虎隊：不敗的人們（日语：白虎隊〜敗れざる者たち）（2013年、TX、演：梨本謙次郎）
- 八重之櫻（2013年、NHK大河劇、演：神尾佑）
- 花燃（2015年、NHK大河劇、演：中村昌也）
- 燃劍（日语：燃えよ剣#2020年版）（2020年、東寶、演：鈴木亮平）
- 幕末相棒傳（日语：相棒_(五十嵐貴久の小説)#テレビドラマ）（2022年、NHK、演：阿部亮平（日语：阿部亮平 (俳優)））

動漫畫
- 銀魂（集英社、空知英秋作）
- 茜色之風：新撰組血風記錄（日语：あかね色の風 -新撰組血風記録-）（集英社、車田正美作）
- 炸彈！〜幕末男子〜（日语：ばくだん!〜幕末男子〜）（講談社、加瀨敦（日语：加瀬あつし）作）
- 陸奧圓明流外傳 修羅之刻 風雲幕末編（講談社、川原正敏（日语：川原正敏）作）
- 風光（日语：風光る (渡辺多恵子の漫画)）（小學館、渡邊多惠子作）
- 月明星稀：再會新選組（日语：月明星稀 - さよなら新選組）（小學館、盛田賢司（日语：盛田賢司）作）
- PEACE MAKER鐵（艾尼克斯、黑乃奈奈繪作）
- 新選組刃義抄：ASAGI（日语：新選組刃義抄 アサギ）（艾尼克斯、山村龍也（日语：山村竜也）作・蜷川八重子（日语：蜷川ヤエコ）畫）
- 北走新選組（白泉社、菅野文作）
- Chiruran：新撰組鎮魂歌（日语：ちるらん 新撰組鎮魂歌）（Coamix、梅村真也作・橋本英治（日语：橋本エイジ）畫）
- 錯過星星的男人（日语：星をつかみそこねる男）（青林堂、水木茂作）
- 貓貓新撰組（日语：ぬこぬこ新撰組）（德間書店、耳式作）
- 薄櫻鬼 ～新選組奇譚～
- 青之壬生浪（講談社、安田剛士作）

電玩
- 人中之龍 維新！（SEGA發行，CV：船越英一郎（2014年）；大塚明夫（2023年））

## 外部連結
- 新選組SHINSENGUMI 網頁 （页面存档备份，存于）